# Высокоточная астрономическая установка

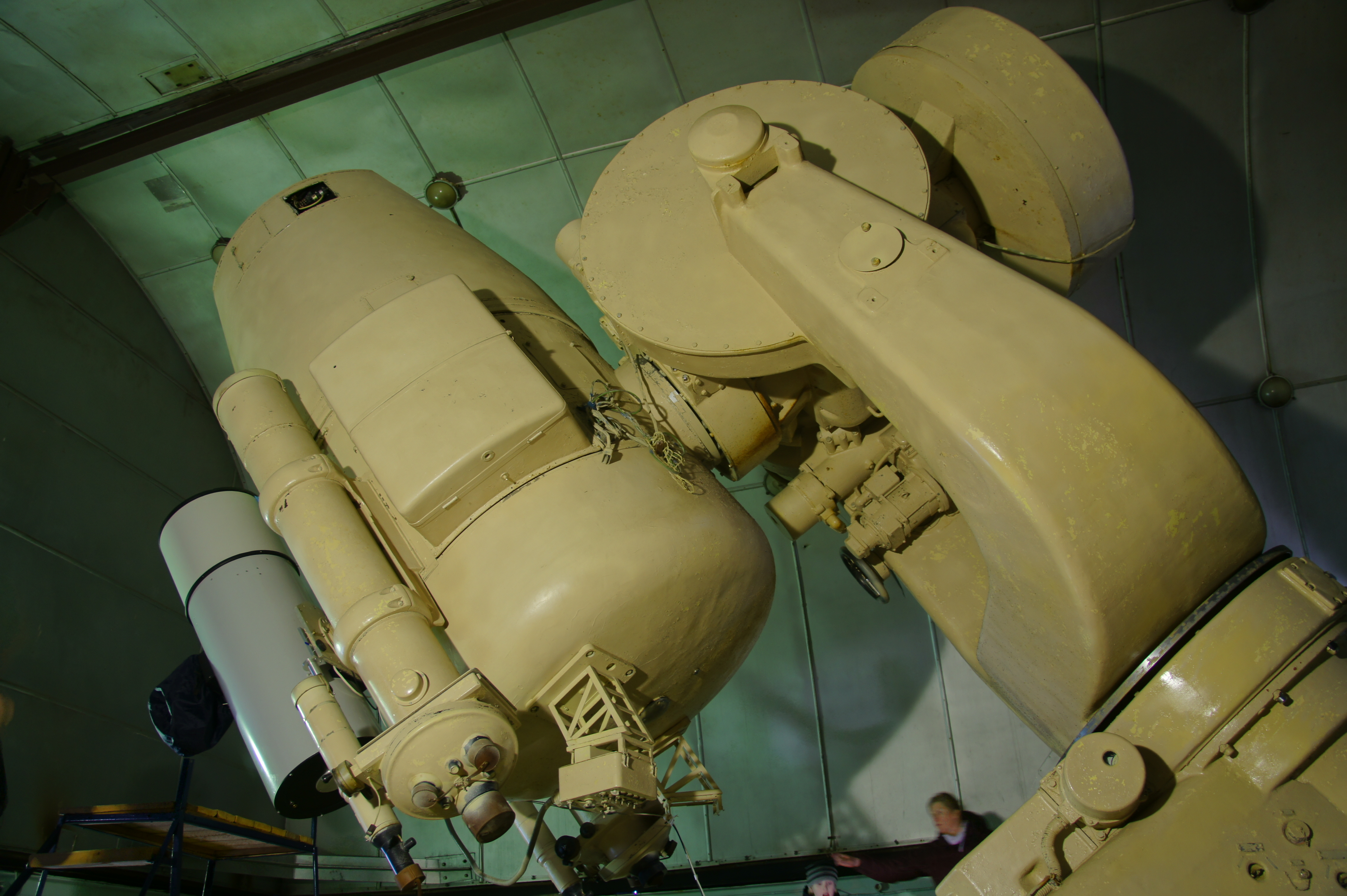
ВАУ. Звенигородская обсерватория

«ВАУ» — «высокоточная астрономическая установка». Представляет собой широкоугольный светосильный телескоп катадиоптрической схемы семейства «супершмидтов», созданный, в основном, для наблюдения искусственных спутников Земли.
Обычно оснащается специальной трёх- или четырёхосной монтировкой, позволяющей быстро наводиться и эффективно сопровождать любой объект на небосводе и отслеживать его, даже если он двигается под произвольным углом к небесному экватору (обычные двухосевые монтировки имеют области на небесной сфере, где при сопровождении объекта они должны поворачиваться с очень большой, и практически не реализуемой скоростью (т. н. «мёртвые зоны»), вследствие чего их использование не оправдано).

## История создания «ВАУ»
30 июня 1961 года вышло постановление Совета Министров СССР № 578—240 «О разработке и изготовлении высокоточных астрономических установок „ВАУ“». Была разработана сеть «ВАУ», по всему СССР, дающая возможность производить обзор неба и поиск ИСЗ.
Аналогичные приборы, выполняющие обзор и наблюдения за спутниками, имелись в США, Японии, западной Европе.
Самая первая «ВАУ» в СССР установлена в Звенигородской станции ИНАСАН РАН. На этой «ВАУ» отрабатовались первые новаторские идеи для работы этой установки. Приёмником излучения является 8-миллиметровая плёнка с кадром длиной до 360 мм. Долгое время на ней наблюдались ИСЗ. В настоящий момент участвует в мониторинге за космическим мусором.

## Технические характеристики
Объектив «Астродар» «ВАУ» имеет схему семейства супершмидтов Максутова-Сосниной, по своей конструкции и коррекционным возможностям схожей со схемой супершмидта Линфута-Хаукинса.
- Диаметр главного зеркала: 1070—1100 мм
- Диаметр входной апертуры: 500 мм
- Фокусное расстояние: 700 мм
- Относительное отверстие: 1:1,4
- Эффективное относительное отверстие: 1:1,8
- Размер кадра линейный: 60 × 360 мм
- Размер кадра угловой: 5° × 30°
- Диаметр кружка нерезкости: 30 мкм
- Диаметр купола: 25 м

## Расположение
Телескопы «ВАУ» находятся в различных частях бывшего СССР и образуют широкую наблюдательную сеть.
Звенигородская обсерватория, Бюраканская астрофизическая обсерватория, Спасск-Дальний, Таджикистан.